# Планковское напряжение
Планковское напряжение — единица измерения электрического напряжения в планковской системе единиц; обозначается {\displaystyle V_{\text{P}}}.
Через фундаментальные константы физики планковское напряжение определяется так:
{\displaystyle V_{\text{P}}={\frac {E_{\text{P}}}{q_{\text{P}}}}={\sqrt {\frac {c^{4}}{G4\pi \epsilon _{0}}}}={\sqrt {\frac {P_{\mathrm {P} }}{c4\pi \epsilon _{0}}}}={\sqrt {P_{\mathrm {P} }Z_{\text{P}}}}\approx } 1,04295 × 1027 В, где:
{\displaystyle E_{\text{P}}} — планковская энергия,
{\displaystyle q_{\text{P}}} — планковский заряд,
{\displaystyle c} — скорость света в вакууме,
{\displaystyle G} — гравитационная постоянная,
{\displaystyle P_{\mathrm {P} }} - планковская мощность,
{\displaystyle Z_{\text{P}}} - планковский импеданс.